# 諏訪神社 (四日市市)
諏訪神社（すわじんじゃ）は三重県四日市市にある神社である。地元の人々から「おすわさん」と呼ばれる、四日市の産土神。四日市祭で知られる。東海道（現・国道1号）沿いに位置する。

## 祭神
祭神は建御名方神（たけみなかたのかみ）と八重事代主命（やえことしろぬしのみこと）。八重事代主命をえびすと同一視して、えびす講が盛んになる。

## 歴史
社伝では建仁2年（1202年）に、諏訪大社上下二社を勧請して創建したと伝えられる。
四日市諏訪太鼓ではその由来の中で、北勢5郡の内に4郡の守護職であった加藤景廉が、建仁2年に勧請したと唱えている。
建仁2年説は「東海道名所図会」（寛政9年（1797年）板行）に記されているが、四日市開拓の歴史と照合すると疑問点が多く、また加藤景廉が北勢5郡の守護職であったとすることも、そもそもその当時に国を分かつような「北勢5郡の守護職」なる職責はなく、仮にあったとしても景廉は正治2年（1200年）に梶原景時の謀叛に連座して地位を失い、復権するのは建仁3年9月の比企能員の変において功をたててからであるので、建仁2年（1202年）に四日市へ諏訪社を勧請できるような立場ではなく、またその時期に四日市に住しておらず、加藤景廉勧請説は史実でないと考えるの妥当である。
大正8年（1919年）発行の「三重県神社誌」および同13年の「神社明細帳」では、当時の生川鉄忠諏訪神社宮司は建仁2年説は根拠がないとし、「当社は応永年間（1394～1427）、当地濱田城主田原美作守忠秀の勧請せし処」と記している。平成時代になる前の明治大正期から昭和50年代までは生川平三郎一族の生川家が宮司であった。
田原美作守忠秀が濱田城を築城したのは文明2年（1470年）。また同5年（1473年）の伊勢神宮外宮庁宣に「四ヶ市庭浦」の記述が見えるのが「四日市」の初見とされる。
これらの考証から、創建は室町時代の1470年頃とするのが有力である。

## 本殿・境内
本殿・境内の構造
- 本殿：入母屋造
- 境内：1,180坪に及び、摂社のほか、四日市市の公園、交流館、駐車場などに整備されている。

政成稲荷大明神
嘉永6年（1853年）創建と伝えられる。地元の人々から「まさなりさま」と呼ばれる。
山津見神社
明治41年（1908年）、明治の合祀令により四日市市内に43社あった山の神などを合祀した社。
菅原神社（諏訪天神）
寛永5年（1628年）創建と伝えられる。祭神は菅原道真公。本殿は四日市空襲で焼失し、現在は小さな祠が再建されている。
諏訪公園
明治37年（1904年）に神社所有の公園「保光苑」（ほこうえん）として発足し、明治40年（1907年）に市の所有となった。

## 祭事・年中行事
四日市祭
諏訪神社の例祭で、延宝7年（1679年）以前から行なわれていた。氏子の各町から「邌物」（ねりもの）と呼ばれる山車や行列などの奉納演技が行なわれる。昭和20年（1945年）の四日市空襲でほとんどの邌物が焼失し、昭和49年（1974年）の大水害以後、邌物の奉納は途絶えていたが、平成9年（1997年）に再開し、10月の第一日曜日とその前日に開催される。
「大四日市まつり」は市民祭で、例祭とは異なる。
四日市諏訪太鼓
四日市諏訪太鼓保存会では、諏訪神社創建当初、加藤景廉にひきいられた太鼓若衆が神楽太鼓を奉納したのが始まりとしているが、実際は昭和35年（1960年）に長野県諏訪市で催された商工会イベントのアトラクションで「御諏訪太鼓」が披露されたのを見た四日市の商工者が、その勇姿に感激し、演奏していた信州の御諏訪太鼓宗家・小口大八氏に商店街有志が手ほどきを受けたのが始まりである。
勧請時に神楽太鼓があったのか無かったのかは考証不可能であるが、少なくとも「創建由緒に疑問があり（前述）」、「加藤景廉が勧請したということが明らかな誤り」であることから、この話自身に真実味は全くないといわざるを得ない。
現在は四日市祭の邌物の一つとして奉納演技が行なわれている。

## 文化財
四日市祭の「鯨船山車（南納屋町）」と「大入道山車（中納屋町）」は空襲による焼失を免れ、三重県の有形民俗文化財に指定されている。
四日市祭で奉納される「富士の巻狩り（南浜田町）」「大名行列（旧：比丘尼町）」「浜田大山車の舞獅子（旧：南濱田）」が四日市市の無形民俗文化財に指定されている。
諏訪公園内の「すわ公園交流館」は1929年（昭和4年）竣工の旧四日市市立図書館で、国の登録有形文化財（建造物）として登録されている。

## 所在地・交通
所在地
三重県四日市市諏訪栄町22-38
交通
- 近鉄名古屋線・湯の山線 近鉄四日市駅から徒歩で約6分。
- JR関西本線 四日市駅から徒歩で約15分。